# Aïcirits-Camou-Suhast
Aïcirits-Camou-Suhast – miejscowość i gmina we Francji, w regionie Nowa Akwitania, w departamencie Pireneje Atlantyckie.
Według danych na rok 1990 gminę zamieszkiwało 531 osób, a gęstość zaludnienia wynosiła 55 osób/km² (wśród 2290 gmin Akwitanii Aïcirits-Camou-Suhast plasuje się na 690. miejscu pod względem liczby ludności, natomiast pod względem powierzchni na miejscu 1086.).